# ADO '20
ADO '20 is een Nederlandse amateurvoetbalvereniging uit Heemskerk, een plaats in de provincie Noord-Holland. De traditionele kleuren van de vereniging zijn blauw-wit-zwart.

## Algemeen
De afkorting van de voetbalvereniging staat voor Aanhouden Doet Overwinnen 1920 en werd opgericht op 15 mei 1920. De wedstrijden en trainingen vinden plaats op sportpark De Vlotter.
In februari 2007 is ADO '20 een samenwerkingsverband aangegaan met AZ uit Alkmaar op het gebied van jeugdopleiding, kennisuitwisseling en scouting. Door dit samenwerkingsverband heeft ADO ’20 haar jeugdopleiding kunnen verbeteren. Daarna had ADO ’20 een samenwerking met Ajax, maar die liep zover bekend erg stroef. Sinds mei 2024 is er weer een samenwerking met AZ.
De grootste rivaal van ADO '20 is zaterdagvoetbalclub ODIN '59 dat tevens uit Heemskerk komt.
Op zondag 7 mei 2023 werd ADO ’20 kampioen van de zondagafdeling van de Derde divisie. Hierdoor promoveerde het voor het eerst in de geschiedenis naar de Tweede divisie. Na twee jaar volgde degradatie.

## Standaardelftallen

### Zaterdag
Het standaardelftal in het zaterdagvoetbal speelt in het seizoen 2021/22 in de Derde klasse van het KNVB-district West-I.

#### Erelijst
kampioen Vierde klasse: 2019

#### Competitieresultaten 2002–heden
| 8 5B |

| 5 5B |

| 5 5B |

| 7 5B |

| 5 5A |

|  |

|  |

| 1 4B |

| -- 3A |

| -- 3A |

| 8 3A |

| 7 3A |

| 11 3A |

| Derde klasse | Vierde klasse | Vijfde klasse |

### Zondag
Het standaardelftal in het zondagvoetbal speelt in het seizoen 2021/22 in de landelijke Derde divisie. In 2023 promoveerde het voor het eerst in de geschiedenis naar de Tweede divisie, het hoogste amateurniveau. De laatste keer dat ADO '20 op het hoogste amateurniveau speelde, was in 2015. Toen was de Topklasse het hoogste niveau.

#### Erelijst
Kampioen Derde Divisie Zondag: 2023
kampioen Hoofdklasse (A): 2012, 2017
kampioen Eerste klasse: 1988, 1998
kampioen Tweede klasse: 1987
kampioen Derde klasse: 1974, 1980
kampioen Vierde klasse: 1944, 1952, 1953
winnaar Super Cup amateurs: 2001
winnaar KNVB beker voor amateurs: 2001
winnaar Districtsbeker West I/II: 1989 (I), 1999, 2001 (II)
winnaar Wijkertorentoernooi: 1952

#### Competitieresultaten 1941–heden
| 8 4G |

| 2 4D |

| 2 4C |

| 1 4C |

|  |

| 7 3C |

| 8 3D |

| 6 3A |

| 8 3A |

| 10 3B |

| 4 4C |

| 1 4C |

| 1 4E |

| 9 3A |

| 5 3B |

| 4 3B |

| 8 3A |

| 8 3A |

| 7 3B |

| 9 3A |

| 8 3A |

| 4 3A |

| 10 3A |

| 5 3A |

| 2 3A |

| 2 3A |

| 6 3B |

| 10 3A |

| 8 3A |

| 6 3A |

| 6 3A |

| 9 3A |

| 7 3A |

| 1 3A |

| 5 2A |

| 9 2A |

| 11 2A |

| 3 3A |

| 3 3A |

| 1 3B |

| 3 2A |

| 4 2A |

| 7 2A |

| 5 2A |

| 3 2A |

| 1 2A |

| 1 2A |

| 1 1A |

| 4 A |

| 4 A |

| 3 A |

| 5 A |

| 2 A |

| 7 A |

| 10 A |

| 12 A |

| 4 1A |

| 1 1A |

| 4 A |

| 2 A |

| 2 A |

| 11 A |

| 10 A |

| 6 A |

| 6 A |

| 4 A |

| 7 A |

| 3 A |

| 8 A |

| 8 A |

| 3 A |

| 1 A |

| 2 |

| 8 |

| 14 |

| 6 A |

| 1 A |

| 7 |

| 8 |

| -- |

| -- |

| 3 |

| 1 |

| 12 |

| 18 |

1986: de beslissingswedstrijd om het klassekampioenschap in 2A op 19 mei bij WFC werd met 0-1 verloren van OSV
| Tweede Divisie | Derde divisie Topklasse | Hoofdklasse | Eerste klasse | Tweede klasse | Derde klasse | Vierde klasse |

In elke staaf van de grafiek staat van boven naar beneden vermeld: 
- Eindnotering

Dit is de positie die de club heeft bereikt in de competitie, zonder eventuele beslissings-, play-off- of nacompetitiewedstrijden die nodig zijn geweest om bijvoorbeeld de kampioen van de competitie te bepalen.
Indien een * achter het getal staat is de notering een tussenstand en kan het zijn dat de notering niet overeenkomt met de uiteindelijke eindstand van de competitie.
Staat er een - dan is het seizoen nog bezig en is er geen definitieve uitslag bekend.
Staat er xx op de positie van de notering, dan heeft de club vroegtijdig de competitie verlaten. Dit kan onder andere komen door terugtrekking van het team, faillissement van de club of door een uitgedeelde straf van de KNVB. In veel gevallen staat elders in het artikel de reden vermeld.
Staat er een ? dan is het resultaat uit het verleden onbekend, en is alleen de competitie of het niveau bekend van dat seizoen.
In de seizoenen 2019/20 en 2020/21 werd wegens de coronacrisis het amateurvoetbal afgebroken. Daardoor kennen deze staven geen eindklassering (middels -- weergegeven).
- Competitieniveau en afdelingsletter of Officiële eindstand Eredivisie
  - Competitieniveau en afdelingsletter

Hierbij geeft het getal het niveau weer, dat ook terug te vinden is in de legenda. De letter is de afdelingsaanduiding en wordt gebruikt wanneer er meer afdelingen zijn op hetzelfde niveau. De afdelingsletter is altijd een hoofdletter en wordt meestal zonder nummer gebruikt.
Voorbeeld: 2F is niveau 2e klasse competitie F.
Het competitieniveau en nummer wordt niet vermeld wanneer er slechts één competitie van dit niveau was.
  - Officiële eindstand Eredivisie (getal staat tussen haakjes vermeld)

Sinds de introductie van play-offwedstrijden voor Europees voetbal na afloop van de reguliere competitie in 2005/06, is de KNVB verplicht een eindstand van de Eredivisie door te geven aan de UEFA aan de hand van deze play-offwedstrijden.
Bij deze eindstand staan clubs die zich hebben gekwalificeerd voor Europees voetbal hoger dan clubs die zich niet wisten te kwalificeren. Indien er geen verschil was tussen de eindnotering en de officiële eindstand, staat dit getal niet vermeld.

- Onderafdeling

Hier staat afgekort de naam van de onderafdeling indien de club in dat jaar in een onderafdeling uitkwam. Tevens staat deze afkorting in de legenda en wordt gelinkt naar het artikel over deze onderafdeling. Deze afkorting wordt alleen vermeld wanneer de club in het verleden in verschillende onderafdelingen heeft gespeeld. Deze vermelding is in de staaf altijd in kleine letters. Deze onderafdelingen zijn na het seizoen 1995/96 afgeschaft. Heeft de club in slechts één onderafdeling gespeeld, dan is dit alleen terug te vinden in de legenda.
Onder de staaf staat het jaartal vermeld waarin het seizoen is afgesloten. 15 verwijst naar het seizoen 2014/15 of eventueel het seizoen 1914/15.
Wanneer een staaf leeg is, zijn deze gegevens niet bekend. Het kan ook zijn dat de club dat seizoen niet heeft meegespeeld op het hogere amateurniveau, vroegtijdig de competitie heeft verlaten of uit de competitie is gezet.

In het seizoen 1944/45 was er wegens de Tweede Wereldoorlog geen regulier competitievoetbal.

#### ADO '20 in de KNVB Beker
Dit schema laat de resultaten zien van ADO '20 tegen profclubs in de KNVB Beker.
| Seizoen | Ronde     | Wedstrijd                | Uitslag  |
| ------- | --------- | ------------------------ | -------- |
| 1989/90 | 1e ronde  | ADO '20 - EVV Eindhoven  | 0-1      |
| 1994/95 | Groep 11  | FC Volendam - ADO '20    | 6-1      |
| 1994/95 | Groep 11  | ADO'20 - AZ Alkmaar      | 1-3      |
| 1999/00 | Groep 10  | AZ Alkmaar - ADO '20     | 4-0      |
| 2000/01 | Groep 6   | FC Utrecht - ADO '20     | 3-0      |
| 2000/01 | Groep 6   | HFC Haarlem - ADO '20    | 0-1      |
| 2000/01 | 2e ronde  | ADO '20 - SC Cambuur     | 1-2      |
| 2002/03 | Groep 2   | ADO '20 - FC Volendam    | 2-7      |
| 2004/05 | 3e ronde  | ADO '20 - NAC Breda      | 0-3      |
| 2012/13 | 2e ronde  | ADO '20 - Almere City FC | 4-1      |
| 2012/13 | 3e ronde  | ADO '20 - FC Eindhoven   | 6-1      |
| 2012/13 | 8e finale | Vitesse - ADO '20        | 10-1     |
| 2022/23 | 1e ronde  | ADO '20 - FC Emmen       | 1-2 n.v. |

## Bekende (oud-)spelers
- Suzanne Admiraal
- Pelle van Amersfoort
- Serge van den Ban
- Fred Bischot
- Daan Boerlage
- Jeffrey Gouweleeuw
- Niels Kokmeijer
- Ben Rienstra
- Daan Rienstra
- Nikita Tromp
- Milan Zonneveld

ADO '20 · ODIN '59
Voormalige: RKVV Inter-Heemskerk